# Pirtleville
Pirtleville ist ein Census-designated place im Cochise County im US-Bundesstaat Arizona.
Das U.S. Census Bureau hat bei der Volkszählung 2020 eine Einwohnerzahl von 1.412 ermittelt.
Pirtleville liegt bei Douglas nahe an der Grenze zu Mexiko. Es wird vom U.S. Highway 191 sowie der Arizona State Route 80 tangiert. Pirtleville hat eine Fläche von 4,7 km². Die Bevölkerungsdichte lag bei 300 Einwohnern je km².